# Немачка подморница У-30
Подморница У-30 је била Немачка подморница типа VIIА и коришћена је у Другом светском рату. Подморница је изграђена 8. октобра 1936. године и служила је у 2. подморничкој флотили (8. октобар 1936 — 31. август 1939) - борбени брод, 2. подморничкој флотили (1. септембар 1939 — 31. децембар 1939) - борбени брод, 2. подморничкој флотили (1. јануар 1940 — 30. новембар 1940) - борбени брод, 24. подморничкој флотили (1. децембар 1940 — 30. новембар 1943) - тренажни брод, и 22. подморничкој флотили (1. децембар 1943 — 12. јануар 1945) - школски брод.

## Служба
Између 19. и 21. августа 1939. године, из немачких база је испловио већи број подморница, које су отишле у правцу северног Атлантика, где је свака од њих заузела већ унапред одређену позицију. Међу њима се налазила и подморница У-30. У 19:39 сати, 3. септембра 1939. године, незаштићени и ненаоружани британски путнички брод  (заповедник Џејмс Кук) је торпедован без претходног упозорења, од У-30, на око 250 наутичких миља западно од Ирске. Једно торпедо је погодило десни бок брода, у пределу машинског одељена, проузрокујући потапање брода у 10:00 сати, 4. септембра. Већина од 315 чланова посаде и 1103 путника (укључујући и 316 америчких грађана), напуста брод у 26 чамаца за спасавање. Деветнаест чланова посаде и 93 путника (28 од њих су били амерички држављани), је погинуло. Многи од њих су погинили, када је један чамац за спасавање, на коме се налазило 52 жене и три морнара, ударио услед великог мрака у пропелере норвешкох трговачког брода Knute Nelson (заповедник Карл Јохан Андерсен), и преврнуо се. Свега 8 људи је спашено са овог чамца. Норвешки трговачки брод је био први брод који је притекао у помоћ, и сакупио је 449 бродоломника, које ће искрцати 5. септембра у Галвеи. Шведска моторна јахта Southern Cross сакупила је 376 бродоломника, од којих је 236 пребачено на амерички трговачки брод  (заповедник Џосеф А. Геинард), који ће их искрцати у Халифакс. Док је разарач HMS Fame (H 78) штитио операцију спасавања, разарачи HMS Electra (H 27) и HMS Escort (H 66) сакупљају преостале бродоломнике и 5. септембра их искрцавају у Гринок.
Брод Athenia, је био први брод потопљен од подморнице у Другом светском рату. Овим нападом је било прекршено међународно признато правило о трговачким бродовима у време рата, потписано и од стране Немачке. Лемп је претпостављао да је брод наоружана помоћна крстарица, пошто је пловио цик-цак и био је потпуно замрачен. Овај напад је негиран од стране немаца током рата, а ратни дневник подморнице У-30 је замењен од више команде.
У 04:24 сати, 11. септембра, незаштићени и ненаружани британски трговачки брод  (заповедник Данијел Браун МекАлпеин) је нападнут митраљеском ватром са подморнице У-30, на око 200 наутичких миља западно од Ирске. После 05:00 сати, подморница испаљује 18 пројектила из свог топа на палуби, и брод се зауставља након три поготка. Чим је посада напустила брод у два чамца за спасавање, брод је потопљен у 05:30 сати, једним торпедом. Немци дају бродоломницима две флаше џина и цигарете, а проналази их и сакупаља, белгијски путничко-теретни брод American Shipper, који их искрвцава 18. септембра у Њујорк.
Три сата касније, 14. септембра, у 13:23 сати, незаштићен британски трговачки брод Fanad Head (заповедник Џорџ Пинкертон) је заустављен једним пројектилом, испаљеног са У-30, испред прамца брода, на око 280 наутичких миља западно-северозападно од Меилин Хеда. Заповедник, 33 члана посаде и 8 путника, напустају брод у два чамца за спасавање, који су одвучени од немачке подморнице далеко од брода. Четири члана немачке подморнице (Хинш, Бисген, Шмит и Осе), у својству екипе за процену, пењу се на напуштен брод, и убрзо га припремају за потапање, отварањем вентила.
Међутим, британска посада је пре напуштања брода успела да емитује једну радио-поруку, која је ухваћена од британског носача Арк Ројал, који се налазио у против-подморничкој патроли, на око 200 наутичких миља североисточно од места напада немачке подморнице. Носач лансира три авиона Блекберн Скуа, из 803. ескадриле, наоружаних са по једном бомбом од 46 килограма и 4 од 9 килиограма, и шаље разараче HMS Tartar (F 43), HMS Bedouin (F 67), и HMS Punjabi (F 21) ка британском броду. Свега 30 минута, након што су лансирани авиони, носач авиона је неуспешно нападнут од немачке подморнице У-39, која је затим уништена контра-нападом британских разарача. Након два сата, носач авиона лансира две групе од по три авиона Фери Свордфиш из 810. и 821. ескадриле, а такође шаље као помоћ разараче, HMS Fame (H 78) и HMS Forester (H 74), али они стижу сувише касно.
 Када је један авион Скуа („A7M" Л2873), којим су пилотирали Тарстон и Џејмс Симсон, открио британски брод, пилоти су се изненадили, видевши подморницу упоредо са трговачким бродом, и одмах одбацују бомбе, са веома мале висине. Мале бомбе се детонирају одмах по додиру са морском површином и шрапнели погађају авион, присиљавајући пилота да авион у пламену принудно спусти на површину воде, не много далеко од британског брода. Оба члана британског авиона су преживела пад, али су јако изгорели, и почињу да пливају ка броду Fanad Head, али је само пилот стигао до њега, и био је у несвести извучен од повређенег Осеа. Подморница зарања у правцу крме брода и избегава оштећења, али остаје још један човек на површини, Хиниш, који плива до брода. Од шрапнела бомбе које су пале близу брода, рањена су три човека из немачке екипе за процену.
Десет минута након првог авио напада, авион Скуа, којим су пилотирали Денис Ројл Фергуарсон Кембел и Мајкл Чарлс Едвард Хенсон пристиже на место збивања и напада један објект, на око једну наутичку миљу јужније од брода, али бомба од 46 килограма, била је очигледно неисправна. Они шаљу извештај о нападу на један заповеднички мост и запажају како два човека пливају у води, али у стварности, објект је највероватније била олупина првог авиона. Када је У-30 изронила у близини, авион Скуа, који је остао без бомбе, присиљава подморницу да зарони, вршећи митраљеске нападе из бришућег лета. Недуго затим, авион је због већ велике количине потрошеног горива морао да напусти ту област. По слетању на матични носач авиона, посада открива рупе на трупу, које су настале од шрапнела из њихових одбачених бомби.
Убрзо, након што је авион одлетео, немачка подморница поново израња, и покушава да спаси своју екипу за процену. У том тренутку, трећи авион Скуа („A7K“ Л2957), којим су пилотирали Гај Б. К. Грифитс и Џорџ Винсент МекКој, необавештени о претходним акцијама, пристижу на место догађаја, и следи готово идентичан догађај, губитка првог авиона Скуа. Експлозије бомбе цепају предњи део са мотором, и Скуа пада у море. Осматрач је изгубљен заједно са авионом, али је пилот успео да се извуче и пливањем стигне до брода, где је извучен на палубу. Подморница У-30 са оштећеним прамцем, успева у трећем покушају да стигне до брода и омогући спасавања своја 5 члана посаде. Пилоти у почетку остају на палуби, али скачу са брода чим су обавештени од Лемпа да ће брод бити торпедован, и постају немачки заробљеници. Убрзо на месту догађаја пристиже први Фери Сфордфиш, који митраљеском ватром, присиљава подморницу да зарони. У 18:20 сати, са даљине од око 500 метара, подморница погађа једним торпедом Fanad Head, и он ускоро тоне. Зароњена У-30, затим је доста оштећена од бомбе избачене из авиона Сфордфиш и дубинских бомби са два британска разарача, док је разарач HMS Tartar (F 43), сакупио бродоломнике и пребацио их у Мелеиг, Шкотска. Напади на подморницу су трајали до 22:00 сати, али је она успела да побегне, и израња један сат касније.
Дана, 19. септембра, подморница У-30 упловљава у Рејкјавик, где пребацује тешко рањеног Адолфа Шмита на интернирани немачки трговачки брод Hamm, а узима као замену трећег официра, Грома. Адолф Шмит се опоравља од његових повреда, али постаје заробљеник, када британци окупирају острво, маја 1940. године, и пребацују га у један канадски заробљенички логор. Подморница У-30 упловљава 27. септембра у Вилхелмсхафен, и искрцава два британска пилота, који су пребачени до заробљеничког логора у Брунсвик. По завршеном ремонту, подморница У-30 испловљава 9. децембра из Вилхелмсхафен, али се свега 6 дана касније враћа и исту базу. На своје следеће патролирање, У-30 је пошла из Вилхелмсхафена 23. децембра 1939. године.
У 04:00 сати, 28. децембра 1939. године, британски наоружани трговачки брод HMS Barbara Robertson (заповедник А. Хол) је био гранатиран и потопљен од У-30, на око 35 наутичких миља северозападно од Бат оф Луиса. Подморница је у 04:50 сати, зауставила шведски трговачки брод Hispania, и упутила га да преузме бродоломнике са наоружаног рибарског брода.
Истог дана у 15:45 сати, британском бојном броду Барам, био је оштећен десни бок, од једног торпеда, испаљеног са подморнице У-30, на око 66 наутичких миља западно од Бат оф Луиса, Хебриди. Четири члана британског бојног брода је погинуло. Бојни брод се враћао из патроле, заједно са бојним крташем Рипалс, а били су ескортовани од разарча HMS Isis (D 87) и HMS Nubian (F 36). Оштећење на броду је привремено санирано и он успева да стигне до Ливерпула, али је зато наредних 6 месеца био на ремонту, и враћа се у службу 30. јуна 1940. године.
Дана, 11. јануара 1940. године, британски танкер El Oso (заповедник Френк Херберт Симсон) који је пловио у конвоју HX-14B, а превозио 9.238 тона сирове нафте и 511 тона природног гаса, удара у једну мину, која је положена 6. јануара од У-30, и тоне на 6 наутичких миља од брода-светионика код Ливерпула. Три члана посаде је погинуло. Заповедник и 31 члан посаде су сакупљени од британског разарача , и искрцани су у Ливерпул.
Пет дана касније, 16. јануара, британски трговачки брод Gracia из сатава конвоја OB-72, је био оштећен, услед удара у једну мину, положену 6. јануара од У-30, на око 5 наутичких миља западно-југозападно од брода-светионика код Ливерпула. Брод је у почетку био насукан, али је касније пребачен у бродоградилиште, где је ремонтова, и фебруара 1941. године, враћа се у службу.
Подморница У-30, упловљава 17. јануара 1940. године у базу Вилхелмсхафен, чиме завршава своје треће патролирање. Истог дана, у 17:00 сати, британски трговачки брод  (заповедник Лоренс Халкроу) из конвоја OB-74, удара у једну мину, коју је подморница У-30 положила 6. јануара, и тоне на 7 наутичких миља од брода-светионика код Ливерпула. Заповедник и комплетана посада од 47 чланова, сакупљена је од разарача , и искрцана у Ливерпул.
Око 6:00 сати, 7. фебруара 1940. године, британски путнички брод  (заповедник Вилијам Џејмс Писли), удара у једну мину, положену 6. јануара од У-30, у Краљичином каналу, и тоне у близини Меријског светионика. Заповедника, 44 члана посаде и 190 путника, спасава обални брод Ringwall, и искрцава их у Ливерпул.
Два дана касније, 9. фебруара, у 01:05 сати, британски трговачки брод  (заповедник Хју Роберс), који је превозио 1.500 тона банана, удара у једну мину положену 6. јануара од У-30, и тоне на око 5.5 наутичких миља од брода-светионика код Ливерпула. Два члана посаде су погинула. Заповедник и преосталих 61 члан посаде, били су сакупљени од рибарског брода , и искрцани у Ливерпул.
Дана, 8. марта 1940. године, британски трговачки брод  (заповедник Харолд Коутс), који је пловио у саставу конвоја HX-22, а на коме се налазио и комодор конвоја, удара у једну мину, положену 6. јануара од У-30, на 6 науутичких миља од брода-светионика код Ливерпула, и тоне следећег дана. Заповедник, комодор (контраадмирал Х. Г. К. Френклин), 7 морнаричких официра и 69 чланова посаде, сакупљени су од разарача HMS Walpole (D 41), (након што је разарач пробао прво да одвуче брод), и искрцани у Ливерпул.
Подморница У-30 напуста 11. марта базу Вилхелмсхафен и полази на своје четврто борбено патролирање. Дана, 29. марта, у Северном мору, подморница У-30 спасава 4 члана посаде једног срушеног немачког авиона Дорније До-18. Подморница је већ и онако пловила ка бази, и следећег дана, искрцава их у Вилхелсхафен. На следеће своје патролирање, У-30 полази из Вилхелмсхафена, 3. априла 1940. године, али се након 32 дана безуспешног патролирања, У-30 враћа у исту базу. Дана 8. јуна, У-30 одлази на своје шесто борбено патролирање.
У 21:42 сати, 20. јуна 1940. године, британски трговачки брод  (заповедник Томас Праенс) из конвоја HGF-34, на коме се налазили 8.180 тона гвоздене руде, погођен је у крму, једним торпедом испаљеног из У-30, и тоне на око 130 наутичких миља западно од Ушанта. Заповеднк, 21 члан посаде и 1 стражар су погинули. Пеосталих 16 чланова посаде, били су сакупљени од разарача , и искрцани су у Ливерпул.
Два дана касније, 22. јуна, у 01:58 сати, норвешки трговачки брод  (заповедник Халвор Педерсен), на коме се налазило 6.746 тона разне робе, (укључујући 77 тона муниције и 33 авиона), а који је одлутао од конвоја HX-49, био је погођен једним торпеом од У-30, на око 70 наутичких миља јужно-југоисточно од Квинсрауна. Торпедо удара у предњи део левог бока, и проузрокује потонуће брода за свега три мунута. Заповедник и три члана посаде су погинули. Два човека су нагњечена и повређена између десног чамца за спасавање и бока брода, када су се откачили, док су се спустали ка чамцу. Неки људи су скочили са брода у море, и касније су сакупљени на чамац. Подморница израња, и Немци испитују бродоломнике, а затим им дају једну боцу брендија, и напустају ту област пуном брзином, након што су опажена два разарача. Бродоломници узимају курс ка најбижем копну, али су сакупљени након 36 сата од британског трговачког брода , и искрцани 25. јуна у Глазгов, где су три човека задржана на болничком лечењу.
У 02:02 сати, 26. јуна 1940. године, незаштићени британски трговачки брод  (заповедник Џон Џеимс Пери), који је превозио 7.980 тона брашна, био је торпедован од У-30, на око 220 наутичких миља западно од Ушанта, и тоне након 2 сата и 30 минута. Заповедника и 15 чланова посаде спасава британска корвета HMS Gladiolus (K 34), и искрцава их у Плимут. Преосталих 19 чланова посаде, спасава један шпански рибарски брод и искрцава их у Сан Себастијан.
Дана, 1. јула 1940. године, у 00:23 сати, подморница У-30 напада конвој SL-36, на око 300 наутичких миља, западно од Ушанта, и тврди да је потопила један брод од 7.900 тона. Ова тврдња није потврђена у савезничким извештајума. У 04:00 сати, подморница напада поново и потапа британски трговачки брод , који је превозио 8.816 тона пшенице.
На трговачки брод  (заповедник Вилијам Џон Крум) налазила су се 84 бродоломника са брода Avelona Star, који је био торпедован од подморнице У-43, из истог конвоја, 30. јуна у 22:27 сати. Три члана посаде и три бродоломника су погинула. Заповедника, 29 чланова посаде и 81 бродоломника, сакупљају разарачи HMS Vesper (D 55) и HMS Windsor (D 42), и искрцавају их у Плимут.
У 08:31 сати, 6. јула 1940. године, незаштићени египатски трговачки брод  (заповедник Александер Киликас), био је погођен једним торпедом од У-30, и тоне одмах, заједно са комплетном посадом, западно-југозападно од Бреста. Подморница У-30, упловљава 7. јула у базу Лорјан, Француска, ради попуне, и 13. јула поново одлази на патролирање.
Дана, 21. јула, у 22:39 сати, незаштићени британски трговачки брод  (заповедник Томас Грефтон Смит), био је торпедован, а затим потопљен топовском ватром са подморнице У-30, на око 180 наутичких миља западно од рта Фаинистер. Заповедник и 15 члана посаде су искрцани у Виго, Шпанија. Три дана касније, 24. јула, У-30 упловљава у Лоријан, и ту остаје до 5. августа, када полази на своје осмо патролирање.
У 20:32 сати, 9. августа 1940. године, незаштићени шведски трговачки брод , који је превозио 3.000 тона челичних одливка, 2.700 тона ланеног семена, 1.034 тона платна и 1.152 тона различите друге робе, био је торпедован од У-30, и тоне на око 70 наутичких миља западно од острва Тори. Шеснаест чланова његове посаде је погинуло, док су се преосталих 16 спасили.
Недељу дана касније, 16. августа у 19:32, сати британски трговачки брод  (заповедник Томас Филип Б Кренвел), који је пловио у саставу конвоја OB-197, био је погођен једним торпедом, испаљеног са подморнице У-30, и тоне на око 350 наутичких миља западно од норт Уиста, Спољни Хебриди. Заповедник и 66 члана посаде су изгубљени, а преосталих 41 члан посаде су сакупљени од мађарског трговачког брода Kelet, који је три дана касније, 19. августа, потопљен од немачке подморнице У-А. Шесторица бродоломника са брода Clan Macphee, је било изгубљено, а преосталих 35 бродоломника сакупља норвешки трговачки брод Varegg, и искрцава их 26. августа у Гелвеи. Подморница У-30, упловљава 30. августа 1940. године у базу Вилхелмсхафен, и до краја рата се користи искључиво као тренажни и школску брод. Пред сам крај рата, 4. маја 1945. године, У-30 је потопљена од своје посаде, како не би пала савезницима у руке.

## Команданти
- Ханс Кохаусц - 8. октобар 1936 — 31. октобар 1938.
- Ханс Паукштат - 15. фебруар 1938 — 17. август 1938.
- Франц-Јулиус Лемп - новембар 1938. - септембар 1940. (Витешки крст)
- Роберт Прицман - септембар 1940. - 31. март 1941.
- Паул-Карл Лоезер - 1. април 1941. - април 1941.
- Хубертус Пурколд - април 1941. - 22. април 1941.
- Курт Баберг - 23. април 1941 — 9. март 1942.
- Херман Бауер 10. март 1942 — 4. октобар 1942.
- Франц Сар - 5. октобар 1942 — 16. децембар 1942.
- Ернст Фишер - мај 1943. - 1. децембар 1943.
- Лудвиг Фабрисиус - 2. децембар 1943 — 14. децембар 1944.
- Гинтер Шимел - 17. јануар 1945 — 23. јануар 1945.

## Бродови
| Име брода | Држава               | Тежина      | Година изградње | Датум напада        | Напомена        |
|           | Уједињено Краљевство | 13.571 тона | 1923.           | 3. септембар 1939.  | Потопљен        |
|           | Уједињено Краљевство | 4.425 тона  | 1929.           | 11. септембар 1939. | Потопљен        |
|           | Уједињено Краљевство | 5.200 тона  | 1917.           | 14. септембар 1939. | Потопљен        |
|           | Уједињено Краљевство | 325 тона    | 1919.           | 28. децембар 1939.  | Потопљен        |
|           | Уједињено Краљевство | 31.100 тона | 1915.           | 28. децембар 1939.  | Оштећен         |
|           | Уједињено Краљевство | 7.267 тона  | 1921.           | 11. јануар 1940.    | Потопљен - мина |
|           | Уједињено Краљевство | 5.642 тона  | 1921.           | 16. јануар 1940.    | Оштећен - мина  |
|           | Уједињено Краљевство | 5.494 тона  | 1921.           | 17. јануар 1940.    | Потопљен - мина |
|           | Уједињено Краљевство | 4.305 тона  | 1938.           | 7. фебруар 1940.    | Потопљен - мина |
|           | Уједињено Краљевство | 5.406 тона  | 1927.           | 9. фебруар 1940.    | Потопљен - мина |
|           | Уједињено Краљевство | 5.068 тона  | 1926.           | 8. март 1940.       | Потопљен - мина |
|           | Уједињено Краљевство | 4.876 тона  | 1926.           | 20. јун 1940.       | Потопљен        |
|           | Норвешка             | 3.999 тона  | 1937.           | 22. јун 1940.       | Потопљен        |
|           | Уједињено Краљевство | 5.053 тона  | 1929.           | 28. јун 1940.       | Потопљен        |
|           | Уједињено Краљевство | 5.218 тона  | 1939.           | 1. јул 1940.        | Потопљен        |
|           | Египат               | 3.154 тона  | 1898.           | 6. јул 1940.        | Потопљен        |
|           | Уједињено Краљевство | 712 тона    | 1905.           | 21. јул 1940.       | Потопљен        |
|           | Шведска              | 5.779 тона  | 1922.           | 9. август 1940.     | Потопљен        |
|           | Уједињено Краљевство | 6.628 тона  | 1911.           | 16. август 1940.    | Потопљен        |
| --------- | -------------------- | ----------- | --------------- | ------------------- | --------------- |